# 阿德拉爾區
27°55′N 0°20′W / 27.917°N 0.333°W

阿德拉爾區（阿拉伯语：‎），是阿爾及利亞的行政區，位於該國西南部，由阿德拉爾省負責管轄，首府設於阿德拉爾，面積9,423平方公里，2008年人口88,266，人口密度每平方公里9人。